# Grabar
Grabar (arm. գրաբար), poznat i kao staroaremsnki i crkvenoarmenski jezik, najstarija je dosad opisana inačica armenskoga jezika. Liturgijski je jezik Armenske apostolske i Armenske katoličke Crkve. Smatra se kako najstariji pisani zapisi potječu iz 5. stoljeća te je većina armenske književnosti bila pisana ovom inačicom armenskoga do svršetka 18. stoljeća. Brojni antički rukopisi pisani starogrčkim, hebrejskim, sirskim i latinskim očuvani su samo u staroarmenskome prijevodu.